# Satanova Radost
Satanova Radost, imenovana tudi Joy of Satan (JoS),  je spletna stran in zahodna ezoterična okultna organizacija, ki jo je leta 2002 ustanovila Maxine Dietrich (Andrea Maxine-Dietrich).  Organizacija zagovarja "duhovni satanizem" ali "teistični satanizem", ideologijo, ki predstavlja sintezo teističnega satanizma, nacizma, gnostičnega poganstva, zahodnega ezoterizma, teorij zarote o NLP in zunajzemeljskih prepričanj, podobnih tistim, ki sta jih popularizirala Zecharia Sitchin in David Icke. 

## Prepričanja
Člani verjamejo, da je Satan "pravi oče in Bog stvarnik človeštva", ki si želi, da bi se njegove stvaritve, človeštvo, povzdignilo z znanjem in razumevanjem.  Verjamejo, da je judovsko-krščanski bog, pa tudi islamski, pravzaprav zlobni sovražnik človeštva, ki sodeluje z Judi.
Satanova radost verjame, da so demoni starodavni poganski bogovi, ki so ustvarili človeštvo.
Zaradi svojih antisemitskih prepričanj in povezave z nekdanjim predsednikom Nacionalsocialističnega gibanja, ameriške neonacistične organizacije, so bili predmet številnih polemik.

## Dejavnost
Na območju nekdanje Jugoslavije je Radost Satana leta deloval pod različnimi imeni, kot sta "Hram ponosa"  in "Črni Plamen". 
Trenutno je pod vodstvom organizacije Joy of Satan "slovenska podružnica Radosti Satana".